# Li Čchun-šeng
Li Čchun-šeng (takto v českém přepisu, pchin-jinem Li Chunsheng, znaky 李春生, 12. ledna 1838 – 7. září 1924) byl čínský obchodník aktivní za dob dynastie Čching na Tchaj-wanu. Narodil se v Sia-menu v provincii Fu-ťien, ale v roce 1868 se přestěhoval do Ta-tao-čchengu v Tchaj-peji na Tchaj-wanu. Stal se z něho zručný obchodník a manažer a během svého působení na Tchaj-wanu byl velmi vlivný.

## Kariéra
Li se narodil v Sia-menu v provincii Fu-ťien během dynastie Čching. Jeho otec byl lodník. Kvůli tomu, že pocházel z chudé rodiny studoval na soukromé škole jen krátce a poté odešel, aby zajistil rodinu jako obchodník. V roce 1852 se stal křesťanem a započal studium angličtiny a obchodu. V roce 1857 byl zaměstnán jako manažer ve firmě Elles & Co. (怡記洋行), která se specializovala na obchod s exotickým zbožím a čínským čajem, majitelem byl britský obchodník sídlící v Sia-menu. V roce 1867 byl přeložen do firmy Dent & Co., která byla vlastněná dalším skotským obchodníkem Johnem Doddem, kterému pomáhal s rozvojem čajového obchodu na severu Tchaj-wanu. Díky jeho skvělým schopnostem se stal čaj v této oblasti nejdůležitějším obchodním artiklem. Poté Li odešel do firmy Boyd & Co.(和記洋行) na pozici manažera. Mezitím produkoval čaj pro vývoz a také měl na starosti petrolej, která patřila společnosti Sanda Petroleum Company (三達石油公司). Li dokázal vydělat hodně peněz a stal se velmi bohatým.

## Vládní vztahy
Li nebyl jen skvělým obchodníkem, ale také důležitým člověkem z lidu. Vláda dynastie Čching na něm byla hodně závislá. V roce 1878 přispíval peníze a také se podílel na výstavbě Tchaj-pcheje. V roce 1880 byl Ting Ž'-čchangem (丁日昌), guvernérem Tchaj-wanu, nominován na pozici tchung-č' (同知, úředník 5. stupně). Dále mu byla udělena pocta nosit pírko z páva na svém úřednickém klobouku.
Když v roce 1895 přešel Tchaj-wan pod správu Japonců, Li spolu s dalšími obchodníky založil Protecting the Good Department (保良局) a Business Labour Union (士商工會). Na počest jeho služby mu japonská vláda udělila 6th Class (Silver Rays) Order of the Rising Sun. V roce 1902 byl jmenován kancléřem Tchaj-pcheje. V roce 1922 byl jmenován kancléřem Taiwan Editorial Committee of Historical Materials. Zemřel ve věku 88 v roce 1924.

## Práce napsané Li Čchun-šengem

### Práce související s filozofií a náboženstvím
Během let 1874 až 1894, Li napsal několik knih jako A New Compilation of God's Works (主津新集), After Evolution and Ethics (天演論書後), Eastern and Western Philosophy and Its Sequel (東西哲衡及續集), Research on Five Virtues in Religious Perspective (宗教五德備考), and Explaining the Bible (聖經闡要講義). Tyto knihy obsahovaly jeho myšlenky související se současným děním, etikou, křesťanstvím a výklady západních a východních filozofií. Také použil své názory, které získal během svých křesťanských studií, aby kritizoval západní mocnosti a jejich agresi vůči Číně a korupci čchingské vlády. V roce 1901 byl nominován jako Presbyter of Dadaocheng Presbyterian Church (大稻埕長老教會) and Daqiao Church (大橋教會). Byl znám a oslavován díky svým rozsáhlým znalostem Číny, ale i dalších zemí a současných i starých literatur.

### Literární práce
Kromě knih filozofických a náboženských Li také přispěl svými literárními díly. Jeho nejdůležitější prací je Essays on Sixty-Four Days' Journey to the East (東遊六十四日隨筆). V únoru 1896 Li doprovázel Kabayamu Sukenoriho, prvního japonského guvernéra Tchaj-wanu, na cestě po Japonsku. Také poslal svých šest vnuků studovat o Japonska. Když se 26. dubna 1896 vrátil na Tchaj-wan, napsal o svých cestách po Japonsku a publikoval tyto postřehy a myšlenky v novinách a jako knihu. V této knize Li používá základní tradiční čínštinu, aby popsal Japonsko a japonský lid, také zde obdivoval japonskou modernizaci, vzdělání, náboženství a životní styl. I když pochvaloval japonskou modernizaci, stále viděl Japonsko jako agresora.